# Zsuzsa Némethová
Zsuzsa Némethová, též Zsuzsa Németh (* 18. dubna 1959), byla československá politička ze Slovenska, maďarské národnosti a poslankyně Sněmovny národů Federálního shromáždění za Veřejnost proti násilí, respektive za Maďarskou nezávislou iniciativu po sametové revoluci.

## Biografie
K roku 1990 se profesně uvádí jako ekonomka ve Výzkumném ústavu při VŠE Bratislava, bytem Šamorín.
V lednu 1990 zasedla v rámci procesu kooptací do Federálního shromáždění po sametové revoluci jako bezpartijní poslankyně do slovenské části Sněmovny národů (volební obvod č. 91 - Želiezovce, Západoslovenský kraj). Ve Federálním shromáždění setrvala do konce funkčního období, tedy do voleb roku 1990. Do parlamentu byla zvolena jako společná kandidátka hnutí VPN a menšinové formace Maďarská nezávislá iniciativa. Od konce 80. let se podílela jako představitelka maďarskojazyčných intelektuálů a vypracování programu organizace maďarského vědeckého života v Československu.